# Jacques Denis Antoine

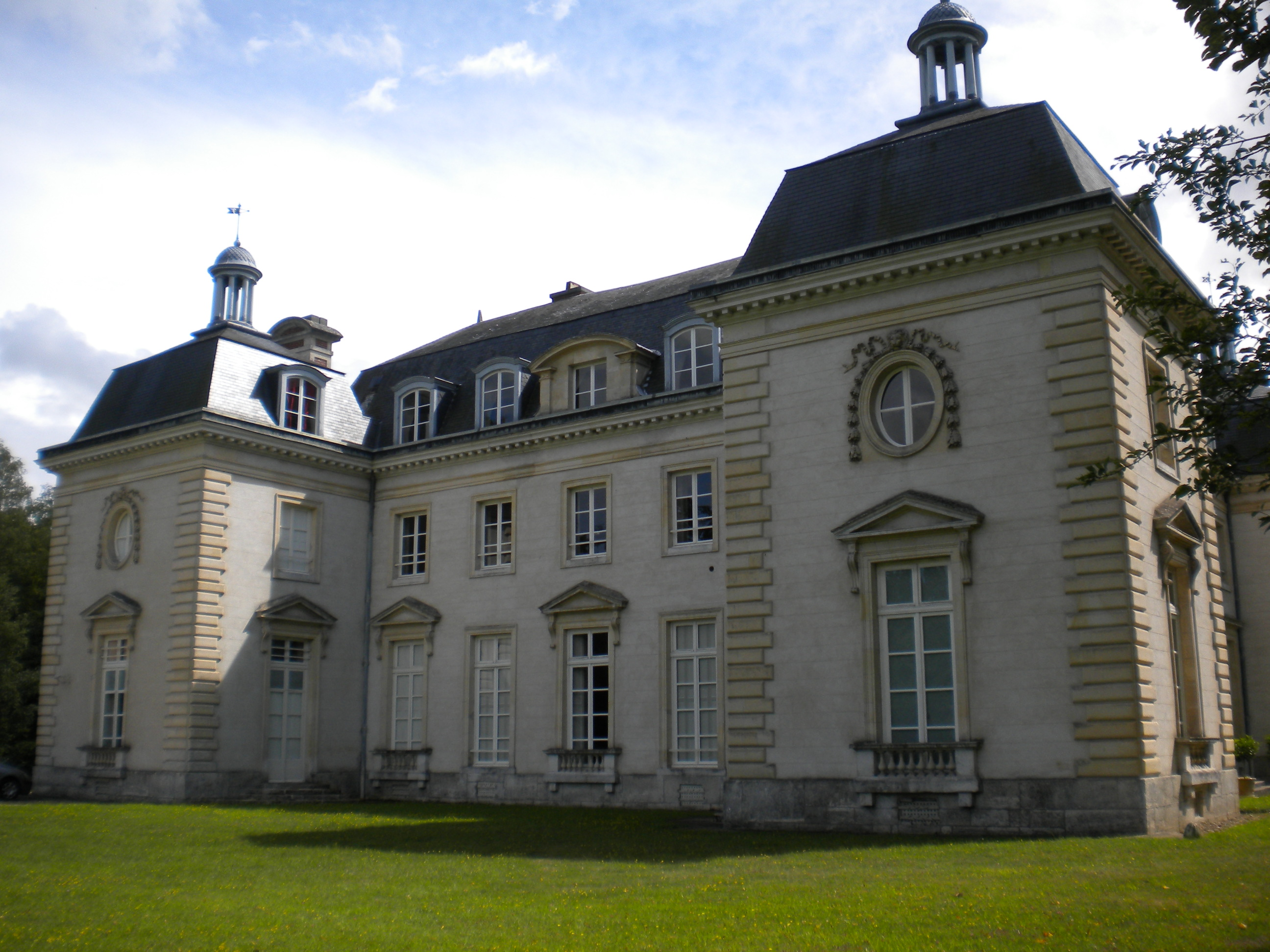
Pałac Buisson de May

Jacques Denis Antoine (ur. 6 sierpnia 1733 w Paryżu, zm. 24 sierpnia 1801 tamże) - architekt francuski. Jego najbardziej znanym dziełem jest hôtel des Monnaies w Paryżu. 

## Życiorys
Syn stolarza, Jacques Denis Antoine uczył się u architekta, którego nazwiska nie znamy. Od 1763 przedstawiał projekty m.in. portalu kościoła Saint-Nicolas-du-Chardonnet, Comédie-Française.
W 1765 Antoine został wybrany aby zaprojektować nową siedzibę Mennicy w Paryżu (hôtel des Monnaies), która początkowo miała być zbudowana na obecnym place de la Concorde. Ostatecznie jednak w 1767 zdecydowano o realizacji projektu na brzegu Sekwany, na miejscu hôtel de Conti. Kamień węgielny położył ojciec Terray 30 kwietnia 1771. Fasada od strony Sekwany została ukończona w 1773, a całość dzieła i dekoracje w 1775. Budowla ta, ogólnie doceniona, była podstawą przyjęcia Antoine'a w 1776 do Królewskiej Akademii Architektury. Antoine korzystał z apartamentu na drugim piętrze, na rogu rue Guénégaud oraz Quai de Conti, gdzie mieszkał aż do śmierci.
Na jesieni 1777 odbył podróż do Włoch odwiedzając Piemont, Lombardię i Wenecję w towarzystwie przyjaciela z Lyonu nazwiskiem Dumatz. Dołączył do niego także inny architekt Charles De Wailly.
Jako urbanista, Jacques Denis Antoine jest autorem wielu projektów modernizacji Paryża. Na île de la Cité projektował dziedziniec i perystyle przed katedrą Notre-Dame, kościół de la Madeleine imitujący rzymski Panteon Agryppy oraz nowe fasady na Placu Dauphine przypominające te z hôtel des Monnaies. Projektował także połączenie Luwru z pałacem Tuileries.
Zbudował liczne budynki szpitalne: Hôpital de la Charité w Paryżu, gdzie po raz pierwszy użył tzw. « porządku archaicznego » z Paestum, hospicjum La Rochefoucauld w Paryżu, kolejne w Charenton, Niort oraz Senlis. Pracował także przy budowie Pałacu Sprawiedliwości zastępując Claude-Nicolas Ledoux w 1787. Jego reputacja ustaliła się także poza granicami Francji, powierzano mu także projekty w Anglii, Szwajcarii i Hiszpanii.
Członek Akademii Sztuk Pięknych i Instytutu Francji w 1799, nie angażował się w wydarzenia polityczne rewolucji francuskiej, był jednak przez pewien czas uwięziony w grudniu 1793, oskarżony o zaprojektowanie podziemnego tunelu między hôtel des Monnaies oraz Sekwaną, którym mieli się przedostawać agenci angielscy kradnący francuskie rezerwy złota. Zdołał się jednak oczyścić z tych fikcyjnych zarzutów. Po 9 termidora wycofał się do swojej posiadłości Petit Cîteaux w Tourenii.

## Życie prywatne
Jego bratem był Jean Denis Antoine, rzeźbiarz (1735–1802). Jego siostrzenica poślubiła François Soufflot le Romain, siostrzeńca Jacques-Germain Soufflot.